# 良田村 (香港)
良田村（英語：Leung Tin Tsuen），是一條位於香港新界屯門新墟東北部九逕山山腳的村落；而良田村舊址則位於屯門西北部菠蘿山山腳（現址是良景邨、田景邨以及建生邨）。

## 歷史概要
良田村始建於大清嘉慶年間的一條客家原居民村，居民以何姓及羅姓為主，直至1970年代皆世代務農。何氏家族祖籍博羅縣楊村鎮井水龍村，由十八世太公何三梓遷至屯門菠蘿山山腳。由於得到屯門河谷肥沃土壤的地利，因而命名為良田村。何屋的現址已建成青田遊樂場，與位於山崗旁的羅屋以水田相隔，即為現時的田景邨。
為配合屯門新市鎮發展公共房屋，一部份遷往青山公路—新墟段側，即屯門新墟東北，並設有村公所，另一部份在新墟村、舊墟村、皇家圍和井頭村之間。原址興建良景邨、田景邨以及建生邨三个公共屋邨，現青田公園為1990年停辦的良田村公立小學舊址的地標。唯獨在菠蘿山上的原良田村墳場則沒有遷移。

## 相關事件
2019年7月23日，有網民揭發何君堯位於菠蘿山（一開始被誤傳為屯門新墟良田村和井頭中村背面）的祖墳部份面積並非位於政府合法殯葬區內，而是非法佔用了政府屯門北食水配水庫用地，並向地政總署舉報。地政總署經初步調查後，發現涉事墳墓有部分超越相關認可殯葬區界線，又表示會再作進一步調查。另外，何君堯父母墳地的裝潢比附近的山墳豪華，墓碑以全雲石刻成，佔地約1,400平方呎的拜祭區由石磚鋪上。據《明報》翻查地政總署的地圖發現，何君堯父母墳墓的拜祭區佔整個墳墓約三分之二範圍，且幾乎整個進入屯門北配水庫土地地段範圍。

## 知名人士
- 何君堯：香港激進建制派政治人物、新界原居民、香港立法會議員、匯蝶公益創辦人、新界關注大聯盟執委公關發言人、新界鄉議局執行委員會當然議員、屯門良田村村代表、何君柱律師樓高級合夥人和嶺南大學校董，曾任香港律師會會長、屯門區議會議員及維特健靈顧問。他被指曾經參與元朗襲擊事件，並於事件發生前曾與多名江湖人士握手，亦於立法會任期內多次主張推動支持23條立法。
- 周永勤：香港建制派以及鄉事派政治人物，曾為港進聯以及自由黨成員。周多年來在元朗區天水圍進行地區工作，早於1994年10月起擔任元朗區議會議員，並五次成功連任，直至2019年連任失敗。

## 其他設施

### 議員辦事處
- 何君堯議員辦事處：良田村77號地下[3]

## 圖片庫

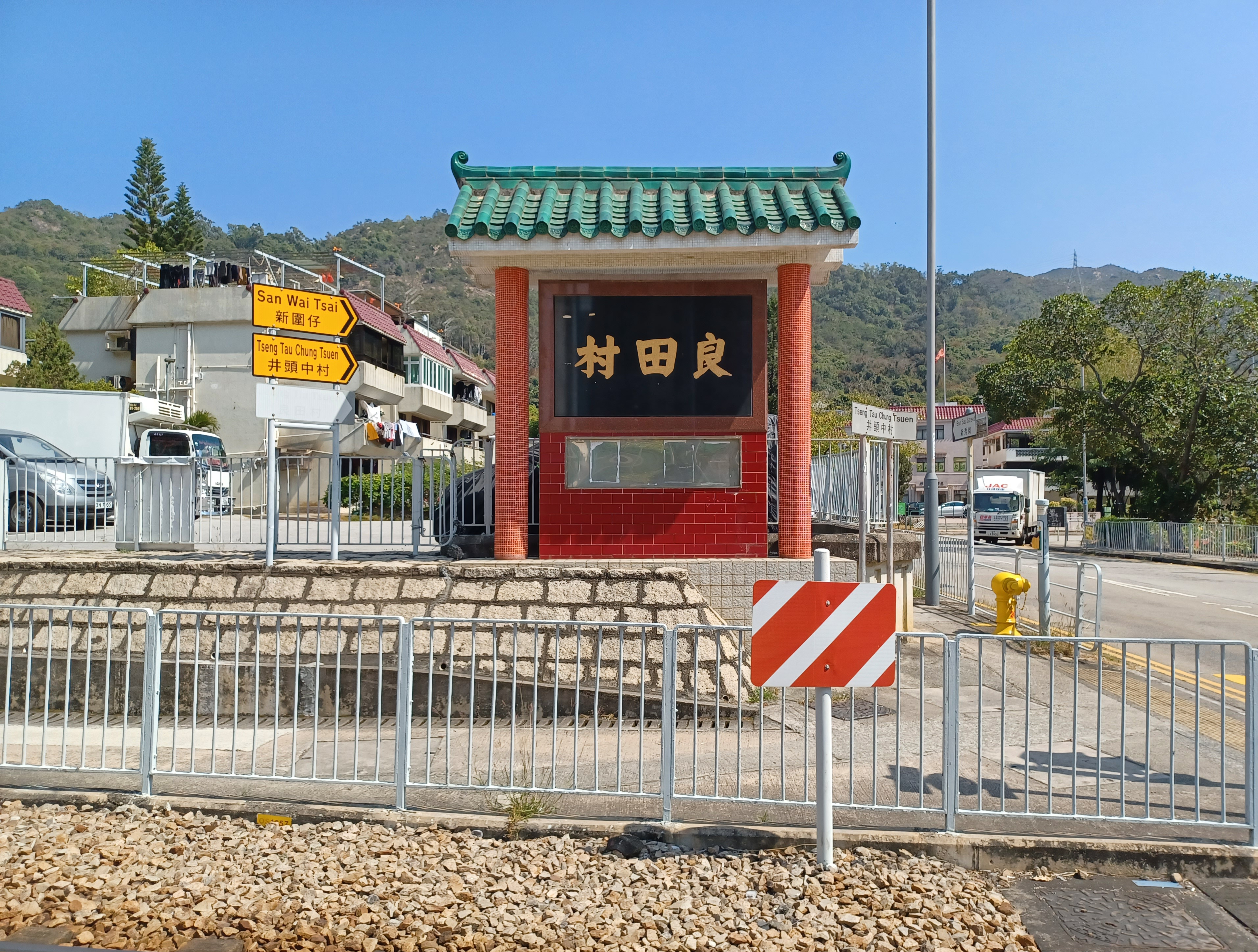
良田村村牌
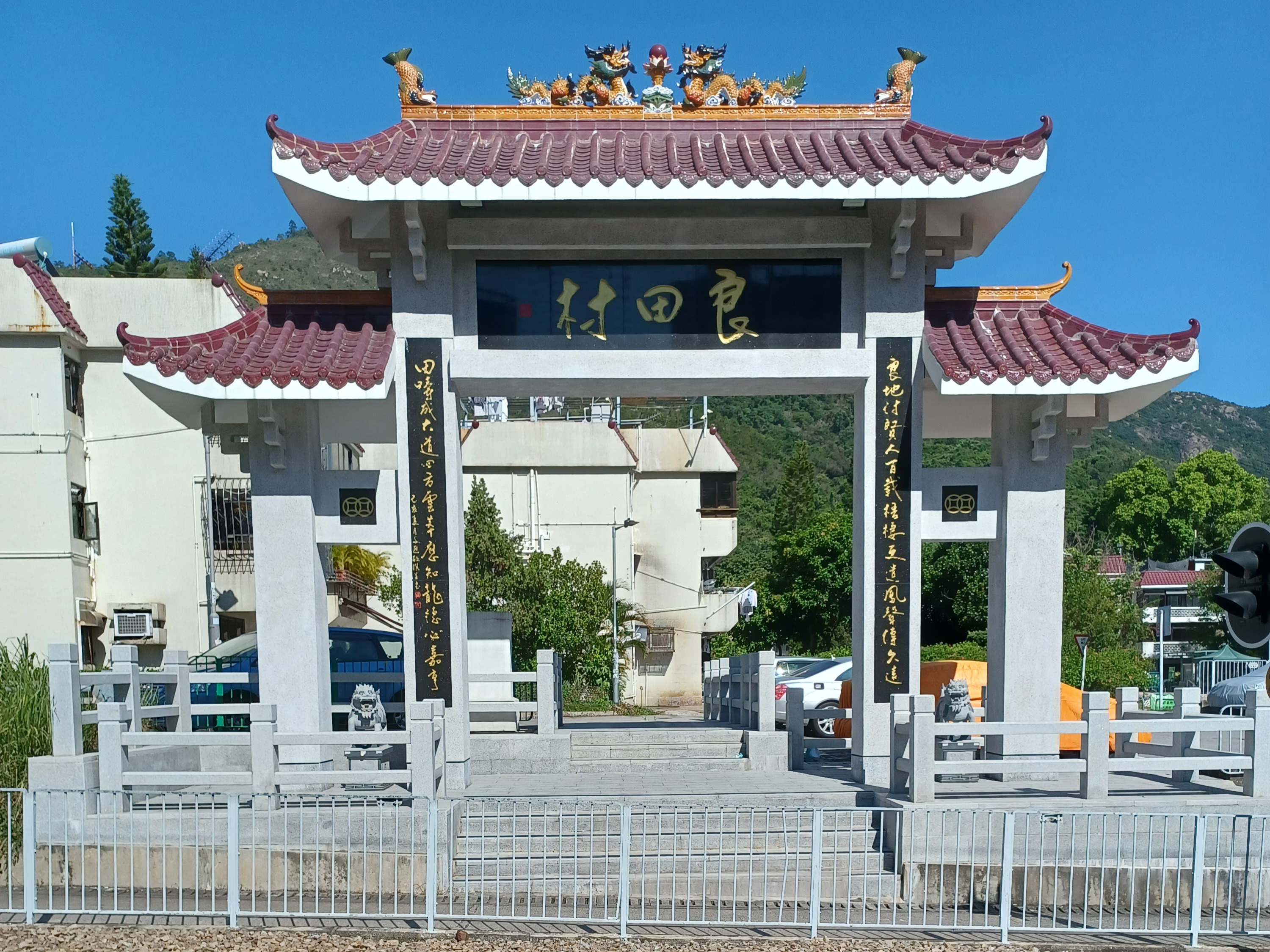
於2019年11月建成的良田村牌坊
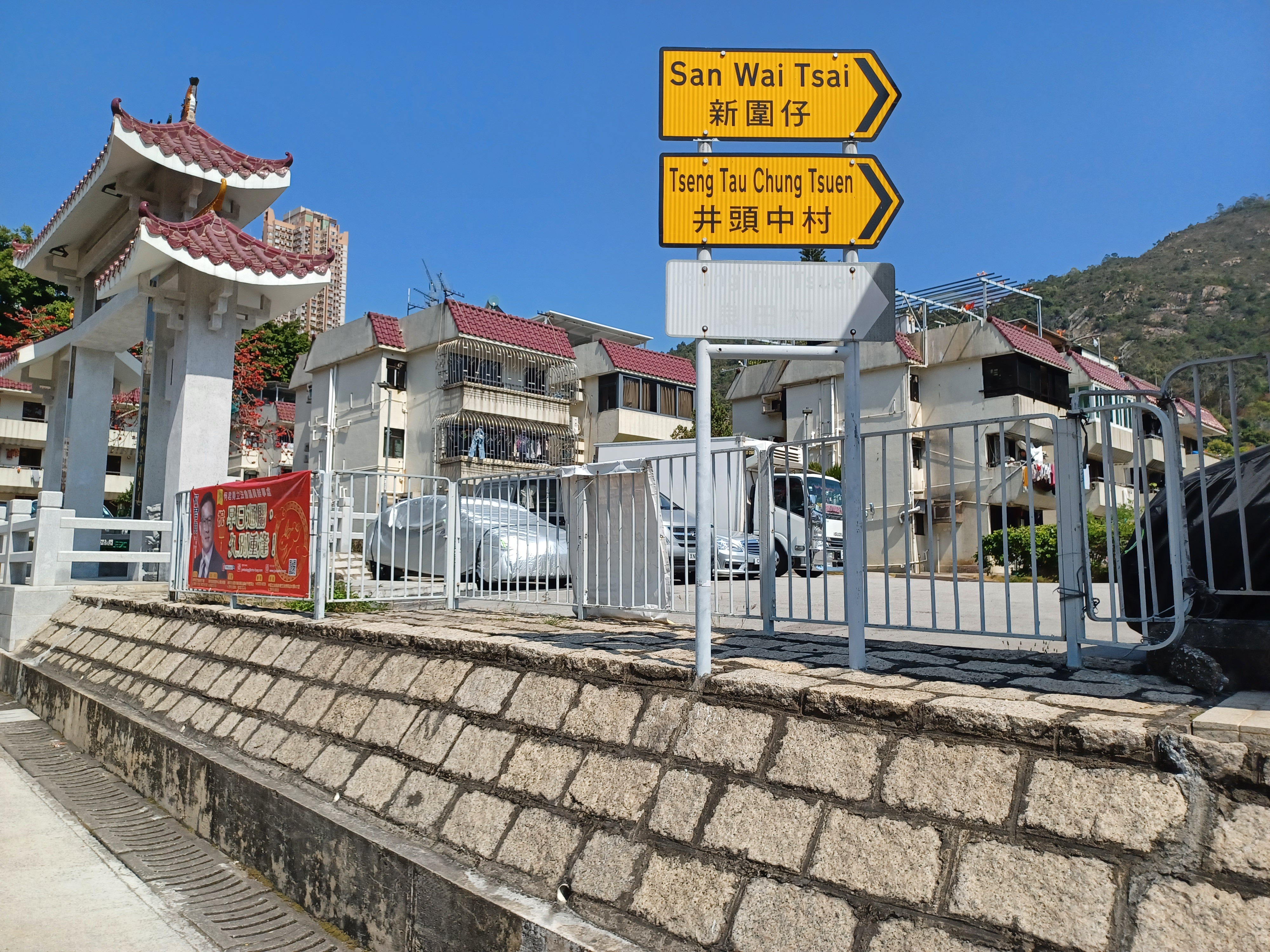
屯門新墟現時的鄉村當中包括良田村、新圍仔以及井頭中村等鄰近鄉村的中英文對照名稱
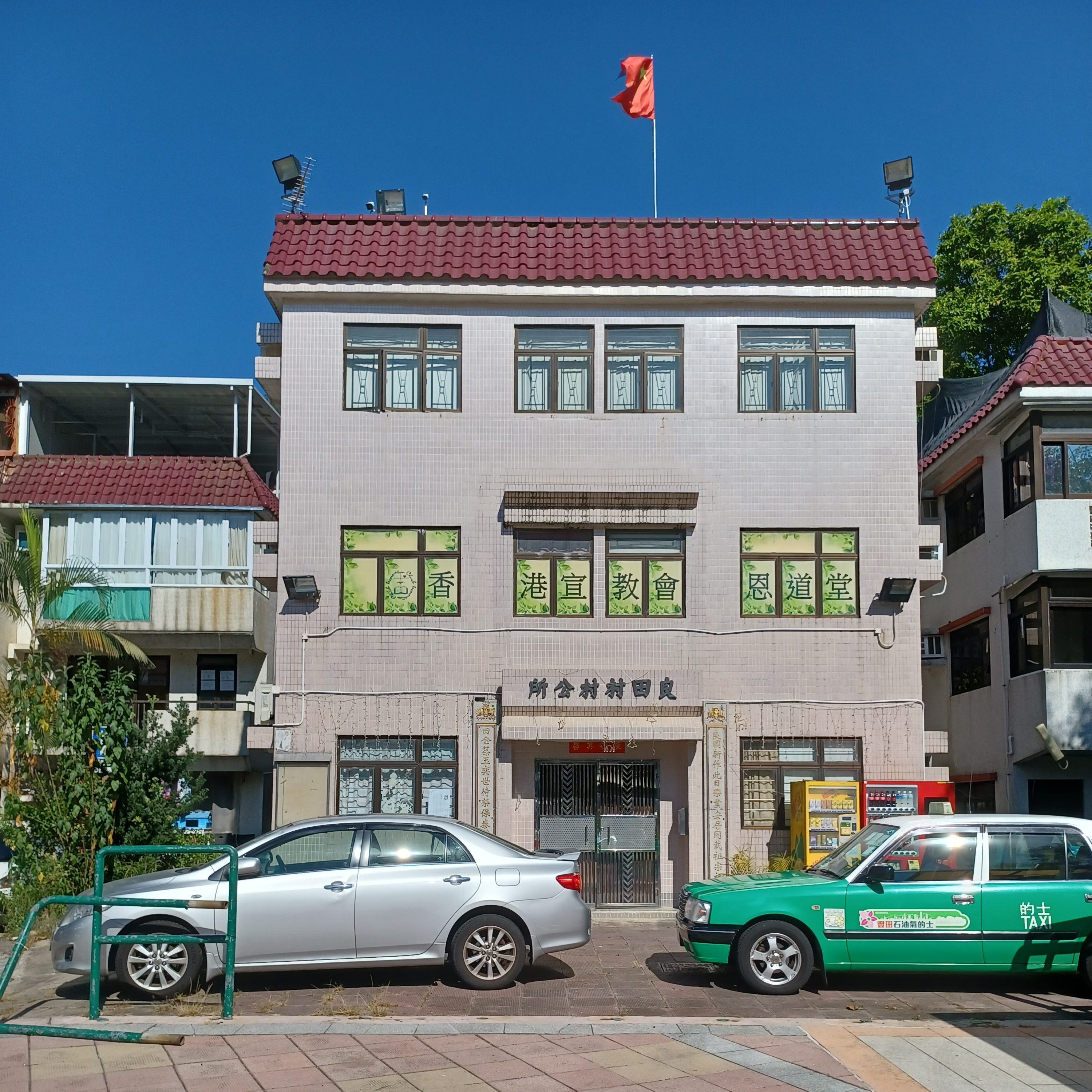
良田村村公所

## 資料來源與註釋
1. ↑  陳潤南; 周偉強. . 香港01. 2019-07-23  [2019-07-23]. （原始内容存档于2019-07-23） （中文（香港））.
2. ↑  . 明報. 2019-07-25  [2019-09-24]. （原始内容存档于2019-07-26）.
3. ↑  . 屯門區議會. 2016-09-27  [2021-01-30]. （原始内容存档于2017-03-13） （中文（香港））.